# Leonel Mosevich
Julio Leonel Mosevich (ur. 4 lutego 1997 w Lomas de Zamora) – argentyński piłkarz występujący na pozycji środkowego obrońcy, od 2025 roku zawodnik Instituto.